# San Pedro de Buena Vista
San Pedro de Buena Vista, ou simplement San Pedro, est une petite ville et une municipalité du département de Potosí, en Bolivie, et le chef-lieu de la province de Charcas. La population du noyau urbain est estimée à environ 1 100 habitants en 2009, alors que celle de la municipalité est de 30 012 habitants en 2012. 

## Géographie
San Pedro de Buena Vista est située à une altitude de 2 668 m, sur une étroite crête montagneuse dominant la vallée du Río San Pedro, qui rejoint à environ 90 km en aval de la ville le Río Caine pour former le Río Grande, un affluent de l'Amazone. Elle est située à 147 km au nord de Potosí et à 101 km au sud de Cochabamba.
San Pedro de Buena Vista se trouve dans la Cordillère centrale bolivienne, dans la zone de transition vers les basses-terres boliviennes.
La température moyenne de la région est d'environ 18 °C, variant entre un peu moins de 15 °C en juin-juillet à environ 20 °C entre novembre et mars. Les précipitations s'élèvent à 500 mm par an en moyenne, avec une saison sèche marquée de mai à août, avec des précipitations inférieures à 10 mm par mois, et une saison humide de décembre à février, durant laquelle les précipitations mensuelles varient entre 100 et 120 mm.

## Population
La population de la ville a augmenté de près de 50 % au cours des deux dernières décennies, passant de 769 habitants au recensement de 1992 à 955 habitants au recensement de 2001. Elle est estimée à 1 105 habitants en 2009. Dans la municipalité de San Pedro de Buena Vista, 98,6 pour cent de la population parle la langue quechua. La population de la municipalité en entier est de 30 012 habitants, tel que comptabilisé par le recensement de 2012.

## Communication
San Pedro de Buena Vista se trouve à 180 km par la route au sud de Cochabamba, la capitale du département de Cochabamba. Elle est située à 22 km de Apillapampa.